# Peeter Helme

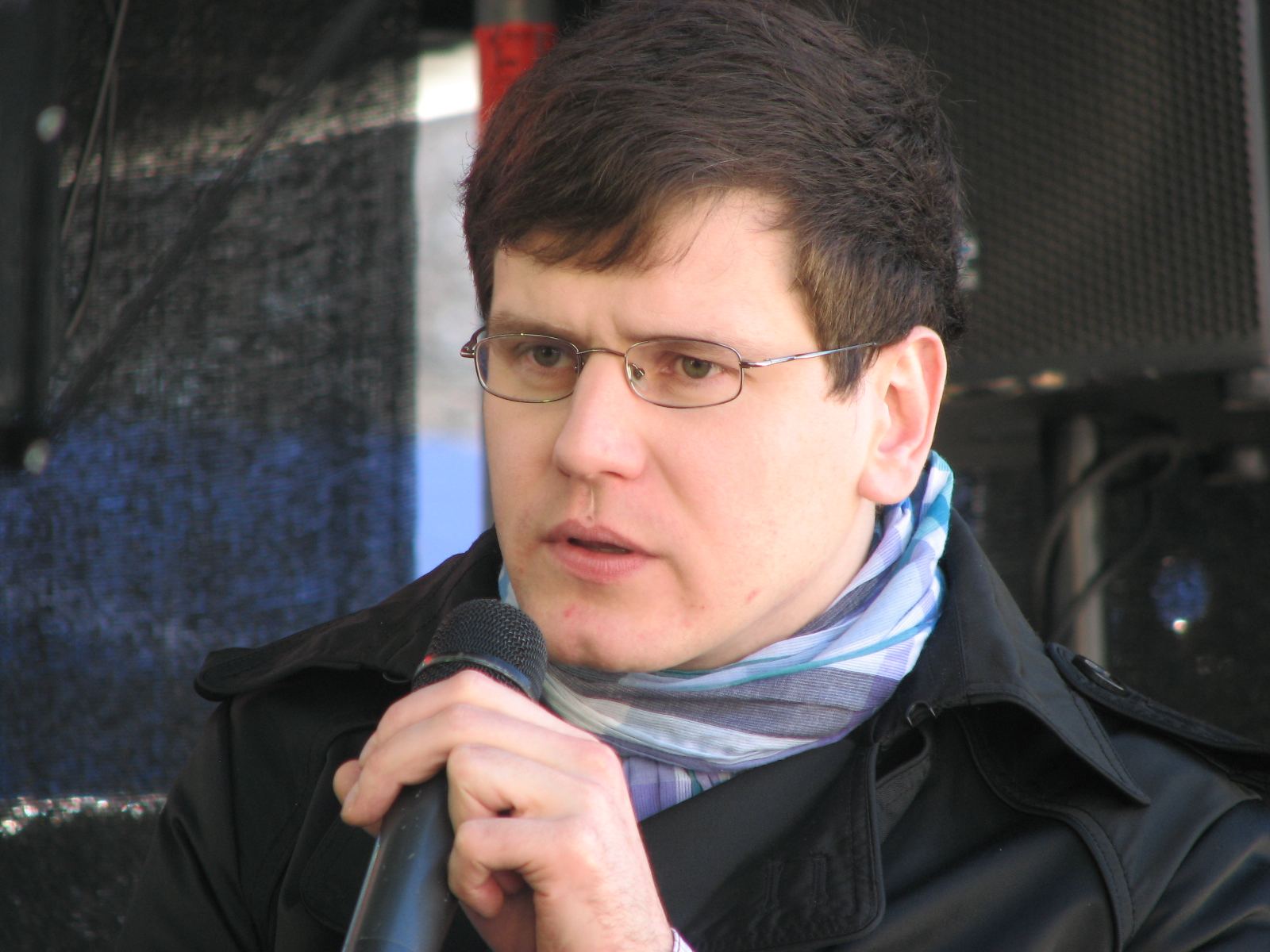
Peeter Helme (2011)

Peeter Helme (* 6. September 1978 in Tallinn) ist ein estnischer Schriftsteller, Literaturkritiker und Übersetzer.

## Leben
Peeter Helme wurde als Sohn des estnischen Militärhistorikers Rein Helme (1954–2003) geboren. Er studierte Geschichte, Kunstgeschichte und Theologie in Tartu, Göttingen und Berlin. In Göttingen wurde er Mitglied bei Corps Teutonia-Hecynia.
Helme arbeitete zunächst am Eesti Instituut als Redakteur und freier Autor. Er hat sich vor allem mit politischen Philosophien des 20. Jahrhunderts und der deutschen Literaturgeschichte beschäftigt. Daneben hat er sich als Übersetzer historischer Fachliteratur einen Namen gemacht.
Seit 2007 tritt Helme regelmäßig mit Literatursendungen im Radio auf. Von 2010 bis 2014 war er Literaturkritiker der estnischen Wochenzeitung Eesti Ekspress. Von Januar 2014 bis Januar 2019 war er tätig als Redakteur für Literatur und Moderator beim öffentlich-rechtlichen estnischen Rundfunk, seit Januar 2019 ist er der Ressortleiter bei den estnischen Tageszeitung Postimees.
Von 1999 bis 2004 war er Mitglied der estnischen Sozialdemokratie.
Peeter Helme gehörte ab 2012 dem Vorstand des Estnischen Schriftstellerverbands an. Dort wurde er 2021 wegen Verführung und sexueller Belästigung von Minderjährigen ausgeschlossen.

## Literarisches Werk
Peeter Helme ist auch als Schriftsteller in Erscheinung getreten. Zu seinen wichtigsten belletristischen Veröffentlichungen gehören
- Puudutus (‚Die Berührung‘), Roman 2007
- Lihtne Buxtehude (‚Das schlichte Buxtehude‘), Kurzgeschichte 2008
- September (‚September‘), Roman 2009
- Laps (‚Das Kind‘), Kurzgeschichte 2010
- Varastatud aja lõpus (‚Am Ende der gestohlenen Zeit‘), Roman 2011
- Saemehe töö (‚Die Arbeit des Sägemeisters‘), Horrorerzählung 2013
- Tuleviku mäletajad. Sofia (‚Die Erinnerer der Zukunft. Sofia‘), Roman 2013
- Pringlikütid Vabaduse väljakul (‚Schweinswaljäger am Freiheitsplatz‘), Kurzgeschichte 2014
- Sügaval läänes (‚Tief im Westen‘), Kurzroman 2015

## Deutsche Übersetzungen
- Am Ende der gestohlenen Zeit. Roman. Aus dem Estnischen übersetzt von Uta Kührt. Düsseldorf: Karl Rauch Verlag 2016. 107 S.